# Julie Anne Robinson
Julie Anne Robinson er en britisk film- og tv-serieinstruktør. Hun er bedst kendt for sine filminstruktioner på britisk tv. Hun blev BAFTA- og Golden Globe-nomineringer for at have instrueret første halvdel af BBC- miniserien Blackpool. I 2009 instruerede Robinson sin første spillefilm, nemlig det amerikanske ungdomsdrama fra Touchstone Pictures, The Last Song.

## Instruktørkarriere

### 1998-2008: Teater og tv
Robinsons karriere begyndte med teater. I 1998 instruerede hun stykket Terms of Abuse; The New York Timess' Sheridan Morley skrev, at "Julie-Anne Robinsons produktion formår aldrig rigtig at holde det hele sammen [...] det havde måske været nok for et højdramatisk 50 minutters afsnit på tv, men det er ikke nok til en kort aften i teater." Men Robinson modtog gode anmeldelser for stykket Yard, som hun instruerede senere samme år. Manuskriptforfatter Kaite O' Reiley fik en Peggy Ramsay Award for sin rolle i stykket, som fandt sted i en slagterbutik. The Daily Telegraph skrev, at under Robinsons instruktion "arbejdede castet konstant med slaskede stykker kød, der blev både fascinerende naturligt og humoristisk grusomt." Robinson flugte med Blagger i 2000; The Daily Telegraph's Charles Spencer skrev, at skuespillet var "bemærkelsesværdigt velspillet under Julie-Anne Robinsons instruktion" i sin anmeldelse. I 2000 anmeldte Morley stykket A Place at the Table med kendelsen "flot instrueret af Julie-Anne Robinson".
Robinson begyndte at instruere tv-afsnit i 2000, da hun stod for et afsnit af den britiske sæbeopera Doctors.[kilde mangler] Fra 2001 til 2004 instruerede hun yderligere to afsnit af Doctors, sammen med afsnit af Cutting It, No Angels og Holby City.[kilde mangler] I 2004 instruerede Robinson første halvdel af miniserien Blackpool. For dette, blev hun nomineret til BAFTA, i kategorien "Best Drama Serial". Da serien kom på amerikansk tv det efterfølgende år, under navnet Viva Blackpool, var Robinson blandt de nominerede til en Golden Globe i kategorien "Best Mini-Series or Motion Picture Made for Television". Robinson og Blackpool-forfatteren Peter Bowker planlagde at skabe en spin-off af miniserien, som skulle finde sted i Funny Girls, en burlesquecabaret med mandlige drag-optrædende i byen Blackpool; Men denne drøm ved aldrig til noget. Også i 2004 instruerede Robinson stykket How Love Is Spelt, som Dominic Cavendish fra The Daily Telegraph skrev, "kunne være blevet usammenhængende og kedelig, men Julie Anne Robinsons helhjertede produktion, gør den pinefuldt troværdigt."
Fra 2005 til 2006 instruerede Robinson yderligere to afsnit af Holby City og de tre første afsnit af Goldplated.[kilde mangler] Også i 2006 begyndte hun at instruerer afsnit af den amerikanske tv-serie Grey's Anatomy, begyndende med "Band-Aid Covers the Bullet Hole". Afsnittet, som blev sendt den 12. marts, blev set af 22.51 millioner amerikanere. Hun instruerede også et afsnit i tredje sæson af Grey's Anatomy, "From a Whisper to a Scream", som blev sendt den 23. november, 2006. Robinsons første tv-film, Coming Down the Mountain blev sendt den 2. september, 2007 på BBC. Filme gav Robinson hendes anden BAFTA-nominering, denne gang i kategorien "Best Single Drama". Efter dette, instruerede Robinson afsnit af flere amerikanske tv-serier. Bl.a. Weeds, Private Practice og Samantha Who?, som blev sendt i 2007 og 2008.[kilde mangler] Robinsons Grey's Anatomy-afsnit "Wishin' and Hopin'" og "The Becoming" blev også vist på dette tidspunkt.

### 2009-2010: ABC-kontrakt og film
I 2009 blev afsnittene Robinson, Big Love og Pushing Daisies, havde lavet, sendt. Som en tilføjelse indgik Robinson en blind instruktionskontrakt med ABC Studios, som sender Grey's Anatomy. Hun instruerede pilotafsnittet af ABC-serien The Middle; Sitcommen blev godkendt den 8. oktober, 2009 og Robinsons pilotafsnit blev sendt den 30. september, 2009 for et publikum på 8.71 millioner amerikanere.
I 2009 sagde Robinson ja, til at instruere sin første spillefilm. Hun skrev kontrakt i maj og fik sin instruktørdebut med Disney-filmen The Last Song, et ungdomsdrama med Miley Cyrus og Greg Kinnear baseret på en roman af Nicholas Sparks. Filmen blev indspillet i sommeren 2009  og blev under af Touchstone Pictures' banner den 31. marts, 2010. I august 2009 annoncerede Warner Brothers, at Robinson skulle instruere The Last Summer (of You and Me), en adaptation af Ann Brashares' roman af samme navn.

## Privat
Robinson er mor til to sønner, en på fem og en på halvandent år.

## Awards og nomineringer
| År   | Award        | Kategori                                               | Arbejde                  | Resultat  | Reference |
| ---- | ------------ | ------------------------------------------------------ | ------------------------ | --------- | --------- |
| 2005 | BAFTA        | TV Award Best Drama Serial                             | Blackpool                | Vandt     | [ 18 ]    |
| 2006 | Golden Globe | Best Mini-Series or Motion Picture Made for Television | Viva Blackpool           | Nomineret | [ 23 ]    |
| 2008 | BAFTA        | TV Award Best Single Drama                             | Coming Down the Mountain | Nomineret | [ 11 ]    |

## Eksterne links
- Julie Anne Robinson på Internet Movie Database (engelsk)
- Julie Anne Robinson på Filmdatabasen
- Julie Anne Robinson på Scope
- Julie Anne Robinson på Svensk Filmdatabas (svensk)
- Julie Anne Robinson på AlloCiné (fransk)
- Julie Anne Robinson på The Movie Database (engelsk)